# Урлапово
Урла́пово (рос. Урлапово) — село у складі Шипуновського району Алтайського краю, Росія. Адміністративний центр та єдиний населений пункт Урлаповської сільської ради.

## Населення
Населення — 846 осіб (2010; 965 у 2002).
Національний склад (станом на 2002 рік):
- росіяни — 95 %